# KGB
 For alternative betydninger, se KGB (flertydig). (Se også artikler, som begynder med KGB)
KGB er en forkortelse for russisk: Комитет государственной безопасности (tr. Komitet gosudarstvennoj bezopastnosti; dansk: ~ Komiteen for den statslige sikkerhed) og blev efter Berijas fald i 1953 betegnelsen for Sovjetunionens hemmelige statspoliti.
KGB havde sin baggrund i det hemmelige politi Tjekaen, som blev oprettet efter Oktoberrevolutionen i 1917, hvis officielle formål var bekæmpelse af kontrarevolution.
Tjekaen blev afløst i 1921 af GPU med organisationer i hver enkelt sovjetrepublik, men 1923-34 var det hemmelige politi atter centralt ledet (under organisationen OGPU), hvorefter det kom ind under folkekommissariatet for indre anliggender, NKVD, som skiftede navn i 1946 til KGB og under Berijas ledelse kom til at spille en vigtig rolle. I 1954 blev det underlagt en komité direkte under ministerrådet. Formanden havde status som minister for indre sikkerhed.
KGB's magtapparat omfattede derudover bl.a. spionage, kontraspionage og de såkaldte grænsetropper og ansås ved siden af de regulære væbnede styrker for det mægtigste apparat i det tidligere Sovjetunionen.
KGB blev opløst i efteråret 1991 og opgaverne blev opsplittet i 2 organisationer Det Føderale Sikkerhedsbureau, russisk: Федеральная Служба Безопасности, tr. Federalnaja sluzjba bezopasnosti, FSB) og Den russiske føderations udenrigsefterretningstjeneste, russisk: Служба Внешней Разведки, tr. Sluzjba vneshnej razvedki, SVR. Ansvaret lå hos ministeriet for Indre Sikkerhed, et råd, der senere i december 1993 blev opløst. Herefter kom FSB og SVR direkte under præsidenten. Styrken nedsattes samtidig fra 150.000 til 80.000 mand.
Vladimir Putin afløste i juli 1998 Nikolaj Kovaljov som chef for FSB. I august 1999 forlod Putin posten og afløste Sergej Stepasjin som premierminister under Boris Jeltsin.

## Specialenheder under KGB (eller én af dets efterfølgere)
- ALFA-gruppen
- VYMPEL-gruppen